# 神の母

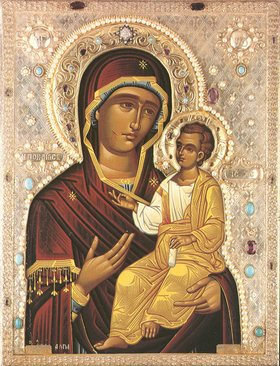
イコン「イヴェルスカヤの生神女」(ロシア正教会)

神の母(かみのはは、ギリシャ語: Θεοτόκος, ラテン文字転写: Theotókos、テオトコスもしくはセオトコスと転写)とは、キリスト教の用語でイエス・キリストの母マリア（聖母マリア）に対する称号。
マリアが神の母であるとは、キリストの神的位格（υπόστασις）を生む母であることを意味し、キリストを神の本性（φύσις）において生んだ母という意味ではないとしている。ここでいう位格（自立存在ともいわれる）とは、他の存在に依存することなく存在するものをいう。アレクサンドリアのアタナシオスはマリアをロゴス（λόγος：神の御言葉）の母と称していた。つまり、マリアは神の位格のひとつロゴス（子なる神、神子：かみこ）の母であるとの意味である。
これに対して、コンスタンディヌーポリ総主教のネストリオスは、この称号を否定して人的位格を生んだクリストトコス（Χριστοτόκος:救世主（Χριστός）を産む者（τόκος））という新たな称号を提唱し、聖人ではあるが神の母ではないと主張した。この争いを調停するため、エフェソス公会議が召集され、ネストリオスの教義は異端と宣告され、マリアが神の母であることが宣言された。

## 正教会での訳語
正教会の一員たる日本ハリストス正教会（日本正教会）では生神女（しょうしんじょ）と呼ばれる頻度が多い。ギリシャ語のテオトコス（Θεοτόκος）は神（Θεός）を産む者（τόκος）の意味であり、直訳すれば「神産み」という称号であるがゆえに男性形語尾を保つ女性名詞であるが、スラヴ語に訳されたときに「神を産む女」（ロシア語: Богородица）という言葉になった。「生神女」という訳語はスラヴ語の流れを汲むものである。
日本正教会の祈祷文においても「神の母」の語は用いられ、イエスの母マリアを指す正式な訳語のひとつであるが、"The Mother of God"には「神の母」の訳語を当て、"Theotokos"には「生神女」の訳語をそれぞれ当てる定訳として基本的に使い分けられている（聖堂名の翻訳などにはこうした定訳が当てはまらない場合もある）。

## カトリック教会の祝日
ローマ・カトリック教会は、1931年エフェソス公会議1500周年に際し、教皇ピウス11世により1月1日を「神の母」の祝日と制定した。尚、1月1日は降誕祭の8日目にあたり（ユダヤ教の律法は、生後8日目に男子に割礼を施し命名することを規定している）、キリストの割礼日を祝する日（主の割礼祭）でもある。

## 関連記事
- 聖母マリア
- マリア崇拝
- マリア神学
- パナギア
- ネストリウス派
- ウラジーミルの生神女
- エレウサ
- プロテスタントにおけるマリヤ観
- 教会の御母
- 生神女